# Brian Grant
Pour les articles homonymes, voir Brian Grant (réalisateur) et Grant.
Brian Wade Grant (né le 5 mars 1972, à Columbus, Ohio) est un ancien joueur américain de basket-ball. 
Il jouait alternativement au poste d'ailier fort et de pivot. Il disputa 12 saisons en National Basketball Association. Il était réputé pour sa ténacité au rebond et sa défense pressante. Durant sa carrière, il joua avec les Sacramento Kings (où il fut nommé dans la First Team All-Rookie en 1994-1995), les Trail Blazers de Portland, le Heat de Miami, les Lakers de Los Angeles et les Suns de Phoenix. Il a marqué 10,5 points et pris 7,4 rebonds en moyenne par rencontre durant sa carrière.

## Carrière universitaire
Il évolue dans le club universitaire des Musketeers de l'université Xavier à Cincinnati dont il est le deuxième meilleur marqueur de l'histoire. Il est à deux reprises joueur de l'année de la Midwest Collegiate Conference. Il termine meilleur rebondeur de l'équipe lors de ses quatre saisons à Xavier et troisième meilleur rebondeur de l'histoire de l'école. Il est nommé par Associated Press dans la All-American team lors de son année junior, après avoir terminé deuxième au pourcentage de réussite aux tirs du pays avec 65,4 %.

## Carrière NBA
Grant est drafté au premier tour de la draft 1994 par les Kings de Sacramento. En 1997, il signe un contrat de sept ans avec les Portland TrailBlazers. Après trois années titulaires au poste d'ailier-fort, Grant se libère de son contrat pour devenir agent libre (ou free agent).
En 2000, Grant signe un contrat avec le Heat de Miami de sept années et 86 millions de dollars. Le contrat paraît disproportionné, mais le general manager Pat Riley insiste sur le fait que Grant est la pièce manquante du puzzle du Heat pour obtenir le titre de champion. Grant répond à ses détracteurs en marquant 15,2 points, prenant 8,8 rebonds et réussissant 79,7 % de ses lancer-francs, en dépit du fait qu'il joue au poste de pivot alors que son poste naturel est celui d'ailier-fort.
Au cours de l'été 2004, il est transféré en compagnie de Caron Butler, Lamar Odom et un futur premier tour de draft aux Lakers en échange de Shaquille O'Neal. Grant est libéré de son contrat la saison suivante et transféré aux Suns de Phoenix. Il est transféré lors de la draft 2006 aux Celtics de Boston avec les droits de Rajon Rondo en échange d'un futur premier tour de draft. Après avoir été évincé des Celtics le 27 octobre 2006, Grant annonce sa retraite après avoir subi des blessures qui avait réduit son niveau de jeu ces dernières saisons.
Il est surnommé The General, ayant grandi dans la même ville que le général de la guerre de Sécession et ancien président américain Ulysses S. Grant[réf. nécessaire].
Grant compte parmi ses cousins le cornerback des 49ers de San Francisco Ahmed Plummer et l'acteur et mannequin Steven Grant.
En mai 2009, il fait savoir qu'il est atteint de la maladie de Parkinson.